# Amber Scott
Amber Scott (* 10. Oktober 1984) ist eine US-amerikanische Schauspielerin. Bekanntheit erlangte sie durch die Rolle der Maggie Banning im Film Hook (1991). Dort spielte sie die Tochter des mittlerweile erwachsen gewordenen Peter Banning/Peter Pan (Robin Williams).
2006 schloss sie ihr Studium am Trinity College in Hartford (Connecticut) ab.